# Австрійська бібліотека у Харкові
Австрійська бібліотека в Харкові — центр культурної діяльності Австрії в Харкові.

## Опис
Входить до мережі з 35 австрійських бібліотек (2001), яку Міністерство закордонних справ Австрії з 1989 відкриває у посткомуністичних країнах. Організована 1996 року в одній з читальних зал відділу літератури іноземними мовами Харківської державної наукової бібліотеки ім. В. Г. Короленка. На урочистому відкритті був присутній посол Австрії в Україні Георг Вайс. Австрійська бібліотека в Харкові була створена за сприяння Австрійського інституту Східної та Південно-Східної Європи. Це єдина австрійська бібліотека на Сході України та одна з трьох в Україні, що діють у складі наукових бібліотек. Австрійська бібліотека в Харкові співпрацює з бібліотекою Австрійської Академії наук, Австрійською національною бібліотекою, бібліотекою Австрійського інституту Східної та Південно-Східної Європи, відділом культури магістрату Відня.
Фонд бібліотеки зібраний і постійно поповнюється завдяки фінансуванню уряду Австрії. На це щорічно виділяється близько 2,5 тисяч євро. Бібліотека має колекцію понад 5500 книг різних галузей знань. Серед них довідкові видання, література, що знайомить з особливостями австрійського діалекту німецької мови, широко представлені твори австрійських класиків та сучасних письменників. Бібліотека містить аудіо- та відеоматеріали з історії країни, культури та мистецтва, художні фільми австрійських студій і майстрів, працює за принципом відкритого доступу до фонду, матеріали з якого видаються додому. Її фонди широко використовує у своїй діяльності Спілка друзів Австрії, яка об'єднує дослідників історії, культури Австрії з Харківщини.

## Історія
2012 року після капітального ремонту відкрита оновлена Австрійська бібліотека. В ній встановили спеціальні бібліотечні меблі, стелажі, фонд поповнився більш ніж 300 новими екземплярами наукової та спеціалізованої літератури німецькою мовою. Відкриття відбулося у дні святкування 100 річниці з дня народження відомого австрійського поета та драматурга, уродженця Харкова Юри Зойфера у межах зустрічі лекторів Австрійської академічної служби та директорів австрійських бібліотек України.
Куратором діяльності бібліотеки від початку її створення був відділ Посольства Австрії в Україні, що згодом трансформувався в Австрійський культурний форум. За його підтримки у бібліотеці відбуваються різні тематичні заходи, що дають уявлення про історію та сьогодення Австрії.
Австрійська бібліотека — місце зустрічей з німецькомовними письменниками, істориками, літературознавцями. Гостями були Драґіца Райчіч (Швейцарія), Генрік Санто (Австрія), Даніель Фальб (Німеччина).
У бібліотеці проводяться тематичні заходи, презентації та виставки книг, читання творів та перекладів австрійських авторів. Австрійський письменник Мартін Поллак читав уривки зі свого роману «Смерть у бункері». Драґіца Райчіч (Швейцарія) презентувала свою німецькомовну книгу вибраних віршів і прози «Integracion» (2014). Український письменник Сергій Жадан презентував свої поетичні переклади сучасних австрійських авторів.
Австрійська бібліотека у Харкові проводить серед користувачів бібліотеки роботу з вивчення та вдосконалення німецької мови. З 1997 року упродовж трьох років при ній працювали дев'ятимісячні курси з вивчення мови. Проводяться семінари підвищення кваліфікації для викладачів GFL, викладачів німецької мови вищих шкіл Харкова.
З грудня 2015 року працює розмовний клуб «Vindobonacamp». Учасники клубу вивчають австрійський діалект німецької мови, беруть участь та проводять мовні ігри, конкурси, вікторини.
Відбуваються цикли наукових вечорів за участі лекторів австрійської служби обмінів OeAD. Одна з лекторів — Б'янка Кос, повернувшись до Австрії написала художній твір «Das Mundstück» у котрому поділилася своїми враженнями й рефлексіями від перебування у Харкові, зокрема відвідань Австрійської бібліотеки та її заходів.
Бібліотеку неодноразово відвідували офіційні австрійські делегації на чолі з Надзвичайними і повноважними послами Австрійської республіки в Україні Георгом Вайсом (1996), Герміне Поппеллер (2015) тощо.
Під час повномасштабного вторгнення Росії, весною 2022 року була пошкоджена будівля Харківської державної наукової бібліотеки ім. В. Г. Короленка. Внаслідок чого діяльність Австрійської бібліотеки у Харкові була призупинена.